# Грузија на Европском првенству у атлетици на отвореном 2014.
Грузија је учествовала на 22. Европском првенству у атлетици на отвореном 2014. одржаном у Цириху од 12. до 17. августа. Ово је било седмо европско првенство у атлетици на отвореном на којем је Грузија учествовала. Репрезентацију Грузије представљало је троје спортиста (2 мушкарца и 1 жена) који су се такмичили у три дисциплине.
На овом првенству представници Грузије нису освојили ниједну медаљу, нити је оборен неки рекорд.

## Учесници
Пријављено је троје учесника, а наступило је двоје (1 мушкарца и 1 жена). Такмичар на 110 м са препонама Давид Иларијани није био у стартној листи.
| Мушкарци: - Мациеј Росијевич — Ходање 50 км | Жене: - Маико Гоголадзе — Скок удаљ |  |

## Резултати

### Мушкарци
| Атлетичар        | Дисциплина   | Лични рекорд | Квалификације | Квалификације | Полуфинале | Полуфинале | Финале          | Финале          | Детаљи |
| Атлетичар        | Дисциплина   | Лични рекорд | Резултат      | Место         | Резултат   | Место      | Резултат        | Место           | Детаљи |
| ---------------- | ------------ | ------------ | ------------- | ------------- | ---------- | ---------- | --------------- | --------------- | ------ |
| Мациеј Росијевич | 50 км ходање | 2:15:58      |               |               |            |            | ДИСК. чл.230.6а | ДИСК. чл.230.6а |        |

### Жене
| Атлетичар       | Дисциплина | Лични рекорд | Квалификације | Квалификације | Полуфинале | Полуфинале | Финале                | Финале       | Детаљи |
| Атлетичар       | Дисциплина | Лични рекорд | Резултат      | Место         | Резултат   | Место      | Резултат              | Место        | Детаљи |
| --------------- | ---------- | ------------ | ------------- | ------------- | ---------- | ---------- | --------------------- | ------------ | ------ |
| Маико Гоголадзе | скок удаљ  | 6,67 НР      | 5,73          | 13. у гр. А   |            |            | Није се квалификовала | 27 / 27 (28) |        |